# منطقة دينديجول
دينديجول رمزها «DI» (بالإنجليزية: Dindigul)‏ ، هو تقسيم إداري لدولة الهند تتبع ولاية تاميل نادو (بالإنجليزية: Tamil  Nadu)‏ ، مركزها هو مدينة دينديجول (بالإنجليزية: Dindigul)‏ عدد سكانها حسب تعداد سنة 2001 هو 1,918,960 ، مساحتها 6,058 كم² وكثافة السكان 317 لكل كم² .